# 竈門炭治郎
竈門炭治郎（日语：／ Kamado Tanjirou）是吾峠呼世晴創作的日本漫畫《鬼滅之刃》的男主角。由於炭治郎的家人遭到故事主要反派鬼舞辻無慘給殺害，而妹妹竈門禰豆子被變成鬼，炭治郎被鬼殺隊隊員富岡義勇引薦加入鬼殺隊，尋找將禰豆子恢復成人類的方法，並為遇害的家人報仇。除了改編動畫之外，炭治郎還出現在改編電子遊戲、輕小說和舞台劇中。
由於《鬼滅之刃》的故事較黑暗，吾峠呼世晴依據《鬼滅之刃》首任責任編輯片山達彥的建議，創造出竈門炭治郎這位個性陽光正面的主角。炭治郎的設計受到和月伸宏創作的《神劍闖江湖》主角緋村劍心的影響，角色外觀也比較中性。由於炭治郎個性陽光、待人親善且實力堅強，他受到漫畫及動畫評論家的熱烈好評，也讓他贏得不少獎項。

## 設計
在《鬼滅之刃》之前，吾峠呼世晴創作了短篇作品《狩獵過頭反遭殃》（過狩り狩り）；他的責任編輯片山達彥擔心這個主角對年輕讀者而言太過灰暗，並問他是否能創作另一個形象更陽光的主角。由於和黑暗的故事產生衝突，吾峠呼世晴在創作過程中遇到一些問題，譬如在漫畫第7話的封面上，吾峠呼世晴原先畫的是微笑揮劍的炭治郎，不過出於藝術效果考量，吾峠呼世晴放棄了原先的設計，改畫表情嚴肅的炭治郎。
在最初的設計中，炭治郎臉上無疤，也沒戴耳環；但後來吾峠呼世晴和片山達彥發現這些特徵能突顯出角色，所以修改了設計。在角色設計的過程中，吾峠安排了四位配角，有著不同技能的他們因此而相互平衡。片山對炭治郎的評價是「作為男主角，炭治郎的性格極其罕見，他太溫柔了。由於禰豆子的緣故，他不會認定所有的鬼都是十惡不赦的，而是處在灰色地帶。」炭治郎的外觀設計也受到片山的影響，他建議在炭治郎的頭上加一條疤，此靈感來自和月伸宏創作的《神劍闖江湖》主角緋村劍心；同時也加上了耳環，讓炭治郎的外觀中性一點。
改編電影《鬼滅之刃劇場版 無限列車篇》的監製高橋祐馬表示，他很喜歡漫畫中的炭治郎，這也是吸引他看這部漫畫的原因。負責改編動畫的製作公司ufotable表示，炭治郎的招式「水之呼吸」在視覺藝術效果的靈感來自葛飾北齋的浮世繪風格，而故事中的首場戰鬥，炭治郎與富岡義勇的對決也經過精心編排，藉此帶觀眾進場。在動畫裡，炭治郎的水之呼吸結合了手繪動畫和電腦成像技術，而他與下弦之伍·累對戰的場景則是最成功的場景之一。高橋表示，炭治郎是他最能感同身受的角色，因為炭治郎以勇氣和毅力面對挑戰的態度激勵了他，讓他更努力工作。
該動畫在中國大陸與韓國播出時，炭治郎耳環上的旭日花紋圖案被改成別的花紋，以免引發兩國觀眾的反日情緒。

### 配音
在動畫版的日語配音中，炭治郎由花江夏樹配音，花江夏樹指出，炭治郎屬於有話直說的類型，不過並非思考方式呆版的角色。為禰豆子配音的鬼頭明里表示，如果自己在與花江錄音時遇到瓶頸，即使花江已經配完了他的部分，也會留下來陪自己完成，就好像大哥一樣從旁支持自己。而花江也表示鬼頭就像妹妹一樣，並表示如果和對自己友善的人一起，配音成果也事半功倍。花江很喜歡炭治郎的戰鬥風格，他在玩電子遊戲時也常模仿炭治郎的吶喊聲。他很感謝動畫觀眾對他表現的回饋。
為炭治郎進行配音的台灣配音員錢欣郁在《鬼滅之刃》動畫中演出十多個角色，並兼任配音領班。錢欣郁表示，炭治郎的情緒豐沛，配音時很過癮也很累，她還表示自己是家中長女，很能體會炭治郎希望保護妹妹並為家人報仇雪恨的心情。
在《鬼滅之刃 竈門炭治郎 立志篇》TVB配音版本中聲演炭治郎的香港粵語配音員曹啟謙，受訪時表示該配音版本以觀眾投票揀選配音員的做法感覺有所不同，並指因為作品受歡迎的關係一早已經看畢，當初並沒有很喜歡炭治郎，但是越配越喜歡。他直言自己從來未想像過自己演繹炭治郎，認為跟自己想像的角色有點出入，因此感到難以拿捏和緊張。談到聲演的最大挑戰，他表示在喊招式名經常會有誤讀的情況，例如「壹之型」讀成「壹字型」，故此需要一邊遷就字音又要聲演畫面的感覺，錄音完結後整個人喘不過氣。後來，因為「通版」配音事件，曹啟謙無法續演炭治郎，他在社交平台表示若果沒有觀眾投票根本沒機會配演炭治郎，亦表示《立志篇》配音的過程辛苦但享受，希望觀眾能感受到。
為炭治郎進行英文配音的扎克·阿吉拉爾（Zach Aguilar）表示，自己是該作品的愛好者，在得知自己要為炭治郎配音時十分開心。而為童年時期的炭治郎配音的是阿萊格拉·克拉克（Allegra Clark），她表示自己在配音時會變得比較情緒化，並表示自己較喜歡炭治郎童年的造型。

## 劇中表現
故事主角竈門炭治郎是竈門家長男，在漫畫第一話中，他的家人被名為鬼給殺害，只有妹妹竈門禰豆子倖存但被變成鬼。炭治郎揹着妹妹在雪中跋涉後遇見鬼殺隊隊員富岡義勇，在義勇見識到炭治郎企圖拯救妹妹与他妹妹即使变成鬼也用理智保护炭治郎的決心後，他將炭治郎引薦給鱗瀧左近次，希望左近次可以將他訓練成獵鬼人。經過一段時間的修練，炭治郎習得水之呼吸（Mizu no Kokyū-hō），通過最終選拔後，炭治郎成為鬼殺隊的隊士。兄妹倆後來遇到對人類友善的鬼・珠世，珠世試圖研究讓禰豆子恢復回人類，炭治郎為了協助研究開始蒐集鬼的血液。後來與下弦之伍·累的對決中，因想起往事而使用他父親傳承下來的火之神神樂，此技法源自於初始呼吸法日之呼吸。炭治郎的刀是黑色的，在與禰豆子的血鬼術結合時威力會大幅增強。
在最終決戰中，炭治郎成功斬殺鬼舞辻無慘為家人報仇，但他在戰鬥中失去右眼和左臂，後來雖然所有傷勢痊癒，但被無慘附身後而生長出來的右眼和左臂失去機能。之後和禰豆子、善逸、伊之助返鄉生活。最終與栗花落香奈乎結為連理育有後代竈門彼方、竈門炭彦兩位曾孫。
在改編輕小說《鬼滅之刃：幸福之花》的故事中，描述竈門炭治郎和我妻善逸在漫畫故事開始前的生活。在改編動作遊戲《鬼滅之刃 火之神血風譚》中，炭治郎是可玩角色之一。此外也有多項以炭治郎為主的周邊商品。

## 迴響

### 評價

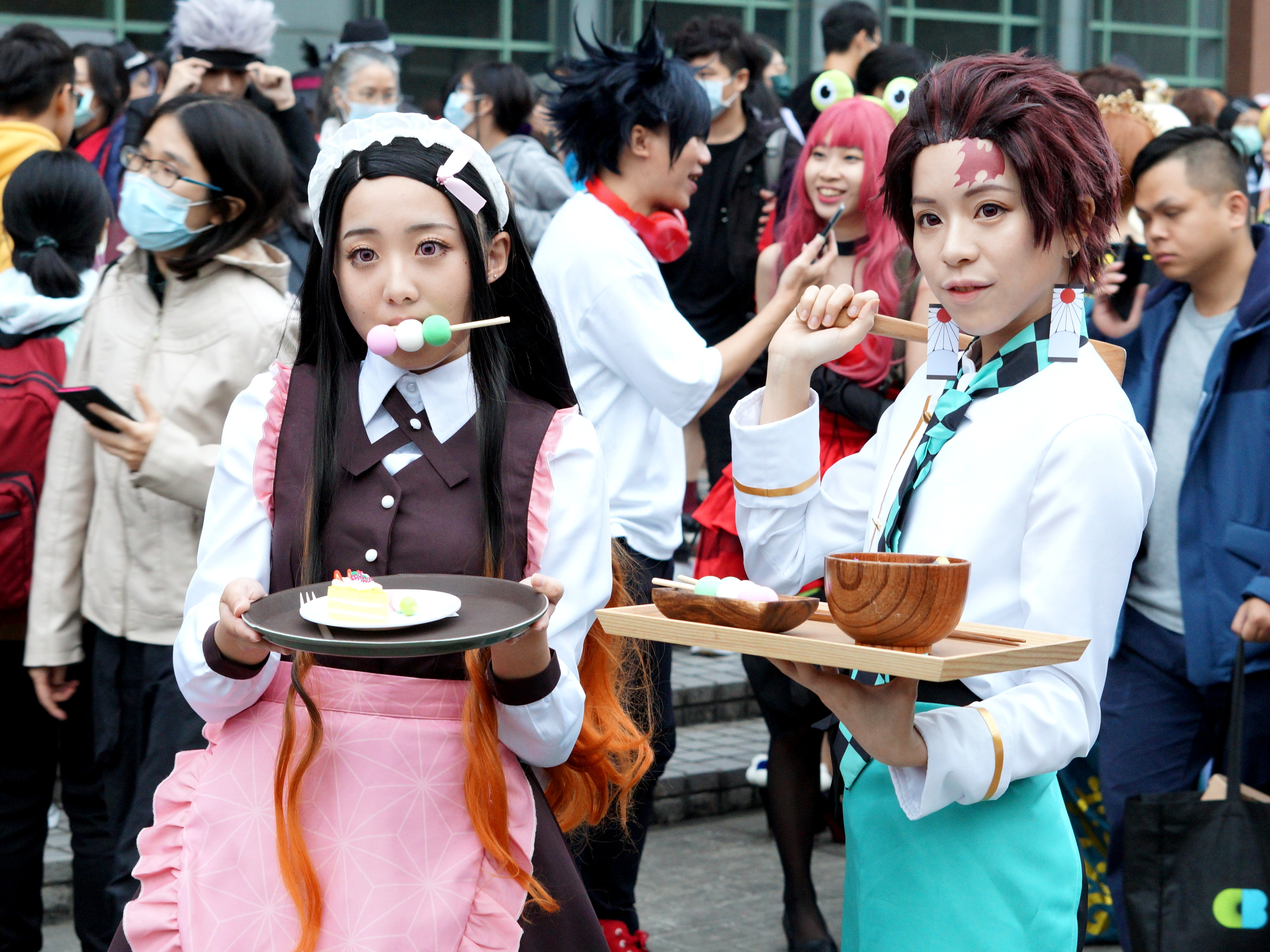
在第56屆台灣同人誌販售會上扮演禰豆子（左）和炭治郎的Cosplayer

自從炭治郎登場以來，讀者對炭治郎的評價一直都很正面，美國雙月刊雜誌《Otaku USA》評論，炭治郎一反少年漫畫主角的刻板印象，他戰鬥的理由是為了拯救妹妹，評論稱他是「令人著迷的清新空氣」，而他友善的個性也從黑暗故事裡脫穎而出。動畫新聞網也很欣賞炭治郎的設計，因為他出自一個貧困但充滿愛的家庭，而且他對鬼仍然保有著關心，讓黑暗的故事中充滿微小的希望。Comic Book Bin認為炭治郎的旅程鼓舞人心，他為了拯救禰豆子而歷經重重苦難，這讓這個角色討人喜歡。在漫畫第二集，炭治郎成了鬼殺隊後，他以為炭治郎會在這段過程中飽受煎熬。之後炭治郎又經歷了多場戰鬥，Comic Book Bin很欣賞炭治郎仍然維持著原本友善且總是關懷他人的個性。IGN指出，儘管《鬼滅之刃》這部作品和其他作品有類似之處，但炭治郎善於關懷的親切個性讓這部作品脫穎而出。IGN將炭治郎和星野桂作品《驅魔少年》主角亞連·沃克進行比較，亞連·沃克在面對一些必須殺敵的困境時，也表現出這些特質。炭治郎和禰豆子的關係亦被IGN評為部作品最令人喜愛的部分之一。Fandom Post也讚賞炭治郎對他人充滿關懷的性格，即使他遇到很多反派角色和吃人惡鬼，他也依然沒有失去這樣的個性。Manga.Tokyo在動畫第23集播畢後也提出疑問，包括炭治郎在旅途中會為了變強而做出麼樣的改變，以及他是否能走向他所希望的美好結局。
Manga.Tokyo對於ufotable的改編動畫相當讚賞，認為它的視覺效果在少年漫畫改編動畫中是相當出色的，而炭治郎與義勇的對決也讓炭治郎成為討喜的角色。花江夏樹的配音表現也受到評論家的好評。 動畫新聞網也給出類似的評論，但覺得他的特質使這個角色的行為變得容易被預測。儘管如此，炭治郎對禰豆子變成鬼後的處理方式也受到讚賞。The Fandom Post對於ufotable在許多方面的處理都相當讚賞，包括炭治郎在故事中初次登場的表現、他對滅門悲劇的震驚反應以及他與義勇對戰時試圖保護妹妹的努力，因此他認為炭治郎是很有吸引力的角色。The Fandom Post也對炭治郎在第十集中的成熟表現相當欣賞。
塞奇·阿什福德（Sage Ashford）發表在漫畫書資源網的文章對炭治郎讚譽有加，稱他是這十年來最討人喜歡的主角。在網路媒體通信列出的2019年「動畫流行語大獎」中，有兩則鬼滅之刃的台詞上榜，分別是「✖✖之呼吸」和「啊啊！年號！年號居然已經改了！」。Manga.Tokyo的文章指出炭治郎經常幫自己加油，而且不斷告訴自己要履行職責，這樣的角色在該文作者看過的作品中絕無僅有。炭治郎的呼吸法在動畫中的表現形式被拉丁美洲的IGN評為動畫中最令人驚艷之處。

### 人氣
炭治郎的人氣很高，他在《鬼滅之刃》第一屆角色人氣投票中獲得6742票，位列榜首。在2020年二月的Crunchyroll動畫獎中，炭治郎獲得「最佳男性角色獎」，而他和禰豆子一同對抗下弦之伍·累的那場戰鬥，獲得「最佳戰鬥場景獎」。他贏得《Newtype》雜誌的「最佳男性角色」獎，花江夏樹也因為聲演炭治郎而獲獎。。此外，依據漫畫書資源網，炭治郎的花扎耳環也很受粉絲歡迎。該網站還列出炭治郎在動畫中的十則語錄。在電視時間一篇介紹2019年最佳角色的文章中，炭治郎被列為其中之一。依據倍樂生一項對7661名小學生的調查顯示，比起自己的父母，小學生更崇拜炭治郎。
在《銀魂 THE FINAL》上映首周，官方發送由《銀魂》作者空知英秋繪製的卡片作為給觀眾的入場特典，然而卡片上畫的並非《銀魂》裡的角色，而是炭治郎與柱。